# Zastava Perua
Zastava Perua (špa. Bandera Nacional) usvojena je 1825. Kreirao ju je José de San Martín, i sastoji se od tri vertikalna polja: rubna su crvene boje, a srednje bijele. Dan zastave se slavi 7. lipnja, na godišnjicu bitke kod Arika. 

## Vanjske poveznice
- Flags of the World